# استان پودلاسکی
استان پودلاسکی (به لاتین: Podlaskie Voivodeship) یکی از استان های لهستان است که در شمال غربی این کشور واقع شده است.

## خصوصیات
استان پودلاسکی ۲۰٬۱۸۰ کیلومترمربع مساحت و ۱٬۱۹۷٬۶۱۰ نفر جمعیت دارد.